# Voivod
I Voivod sono un gruppo musicale thrash metal canadese, con forti influenze punk e progressive, formatosi a Jonquière, nel Québec, nel 1981.
Considerati come una delle più importanti band thrash/progressive metal futuristiche, in carriera, grazie ad una continua sperimentazione, hanno toccato vari generi musicali trovando anche un discreto successo commerciale. Hanno venduto, ad oggi, circa 1 milione di dischi in tutto il mondo.

## Storia del gruppo

### Gli inizi e la pubblicazione diWar and Pain(1981-1985)

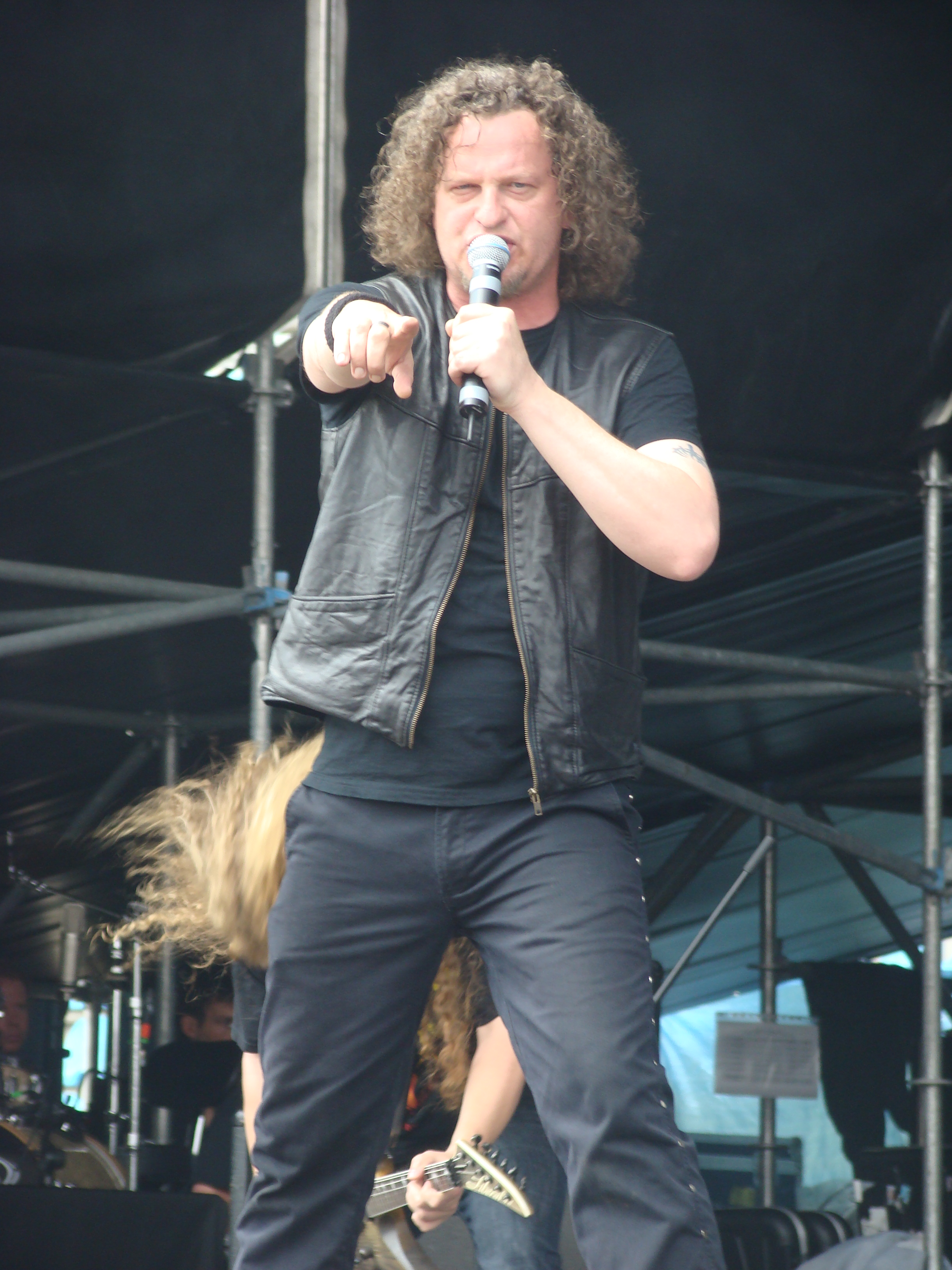
Denis Belanger al Gods of Metal del 2009.

I Voivod si formarono nel 1981 con Denis D'Amour alla chitarra, Jean-Yves Thèriault al basso e Michel Langevin alla batteria.
Poco dopo la band si sciolse ma si riformò nel novembre del 1982. Nel gennaio 1983 arrivò Denis Bélanger alla voce ed il 25 giugno la band si esibì per la prima volta suonando pezzi di Judas Priest, Motörhead e Venom. Il gruppo si esibì più volte come band di apertura ai concerti degli Exciter. Lo stesso anno il gruppo registrò il suo primo demo Anachronism che aveva al suo interno pezzi registrati in vari concerti e dove compariva anche l'omonima canzone Voivod.
Nel 1984 la band dopo aver pubblicato un secondo ed un terzo demo, intitolati rispettivamente To the Death e Morgoth Invasion, furono notati da Brian Slagel, fondatore e proprietario dell'etichetta indipendente Metal Blade.
Poco dopo Slagel convinse la band a firmare un contratto discografico con la Metal Blade e pubblicarono così il loro primo album in studio chiamato War and Pain che si presentava al pubblico con sonorità marcatamente thrash metal.
Nel dicembre del 1984 si esibirono in uno show chiamato "Morgoth Invasion" dove oltre alle canzoni del loro primo album ne eseguono altre tra cui due cover (una degli Slayer, l'altra dei Venom) e alcune loro nuove composizioni che poi finiranno nell'album Rrröööaaarrr.
Nel novembre 1985 la band comparve accanto a Celtic Frost, Possessed, Destruction e Nasty Savage al Festival di Montréal di fronte a circa 7.000 spettatori.

### Il successo (1986-1990)
La seconda metà degli anni ottanta sono stati i migliori anni della loro carriera.
Nel 1986 uscì il secondo album Rrröööaaarrr, album differente dal disco di esordio soprattutto grazie ai ritmi più veloci di chitarra e batteria.
L'anno dopo venne pubblicato il terzo album Killing Technology, che segnò il passaggio dal genere thrash metal al progressive e che per primo presenta le tematiche e le atmosfere psichedeliche che caratterizzeranno il gruppo fino al 1993.

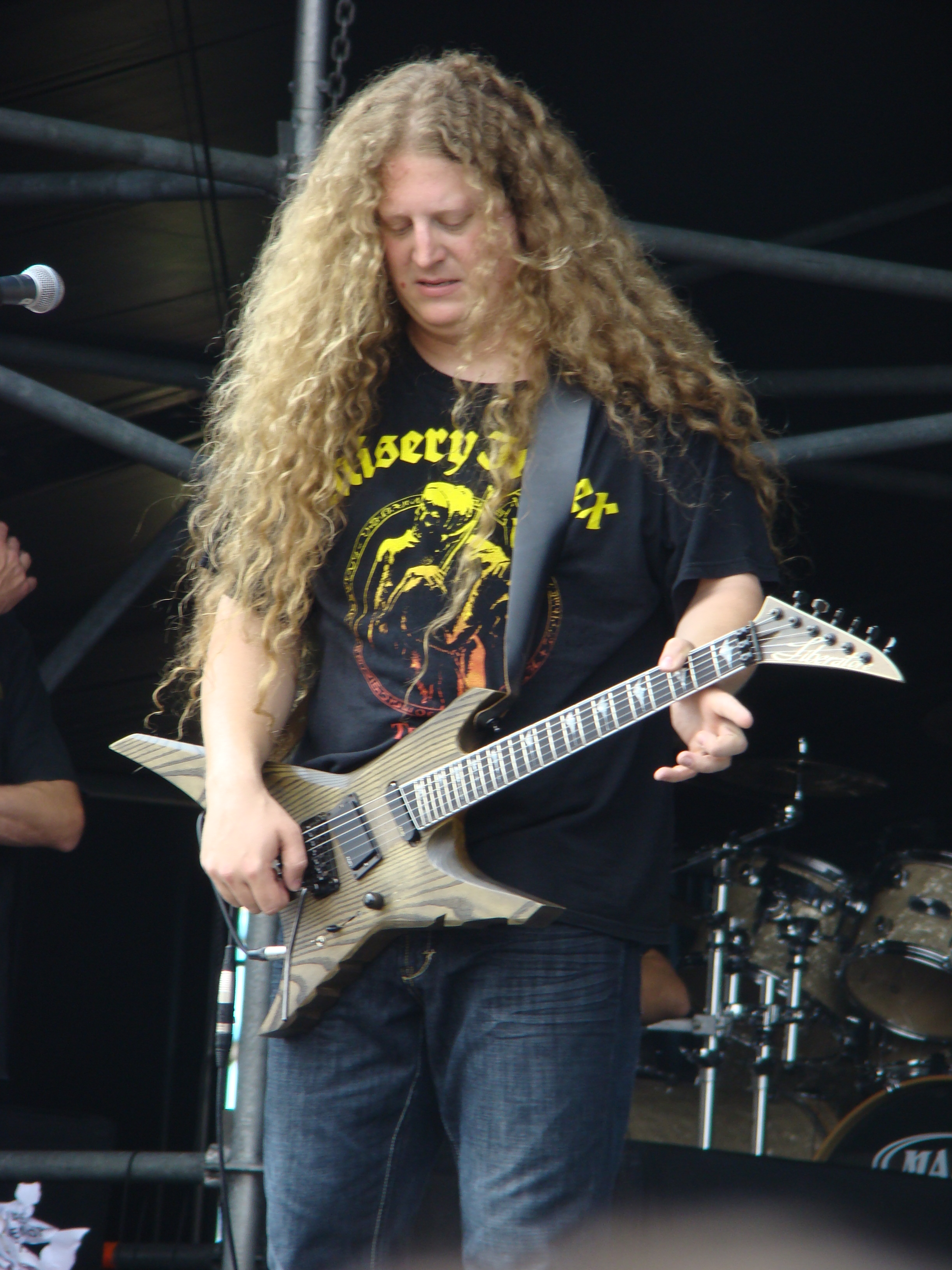
Dan Mongrain al Gods of Metal del 2009.

Killing Technology è un disco che mostra un cambiamento abissale rispetto ai primi due caotici lavori, unendo atmosfere esaltate dal caratteristico suono della chitarra del compianto "Piggy" ad un incedere devastante tipicamente punk soprattutto influenzato dai Motörhead.
La stessa voce di "Snake" non ha niente a che vedere con il tipico cantato Thrash e, nonostante sia molto espressiva e melodica, ha un timbro sprezzante e strafottente tipico del cantato punk.
La base ritmica è sempre incalzante, frutto del lavoro del basso di Blacky e soprattutto della batteria di Away.
Il batterista stesso è anche l'autore degli splendidi Artwork futuristici che conducono a mondi ignoti e lontani popolati di creature aliene e tecnologie sconosciute. L'autore, che usa anche una caratteristica grafia stilizzata ad arte per la band, esegue le sue opere semplicemente con un computer e il Paintbrush. Per immergersi nel mondo fantascientifico e cibernetico dei Voivod bisogna anche dare un'occhiata ai testi, frutto del genio visionario di Snake. Come dice il titolo, Killing technology narra di un futuro dove le macchine prendono il sopravvento sugli esseri umani.
Il successivo brano Overreaction, velocissimo in stile Motörhead, racconta con dovizia di particolari un incidente nucleare, la cosiddetta Sindrome cinese. Tornado, che descrive la forza dirompente della natura infuriata, è distruttiva come la calamità stessa.
Nel disco c'è spazio anche per accuse al mondo ospedaliero in Ravenous Medicine (per cui è stato anche girato un video dalle tinte acide e visionarie consuete all'ensemble canadese che per l'occasione si schiera anche contro gli esperimenti sugli animali nelle industrie mediche e cosmetiche) e a descrizioni di dittature futuristiche "Order of the Black Guards".
Dopo Killing Technology nel 1988 esce Dimension Hatröss, album che prosegue la via intrapresa con il precedente lavoro.
Musicalmente vengono abbandonate le componenti più furiose e punk per dare spazio alla psichedelia pura, in particolare non vi è più traccia dello screaming forsennato a la Discharge di Snake, marchio di fabbrica dei primi lp e ora totalmente soppiantato dalla sua comunque eccellente voce pulita. I testi, scritti dal cantante ma ispirati da Away, compongono una sorta di oscuro concept album su un viaggio nella dimensione sub-atomica, esplicato in un corto prologo all'interno dell'artwork, che pare inoltre ammonire il lettore della svolta musicale intrapresa dal gruppo con questo piccolo gioiello del metal di ogni tempo.
Dopo la separazione con la Noise Records, la band firmò con la MCA Records un contratto che ha anche dato il più alto budget della storia della band.
Il 1989 vede la pubblicazione di Nothingface, considerato il miglior album della loro carriera; tra le canzoni dell'album troviamo la cover della canzone dei Pink Floyd Astronomy Domine.
L'album è stato anche il maggior successo della storia della band, raggiungendo infatti il 114º posto nella classifica Billboard 200.

### Gli anni novanta e l'arrivo di Eric Forrest (1991-2001)

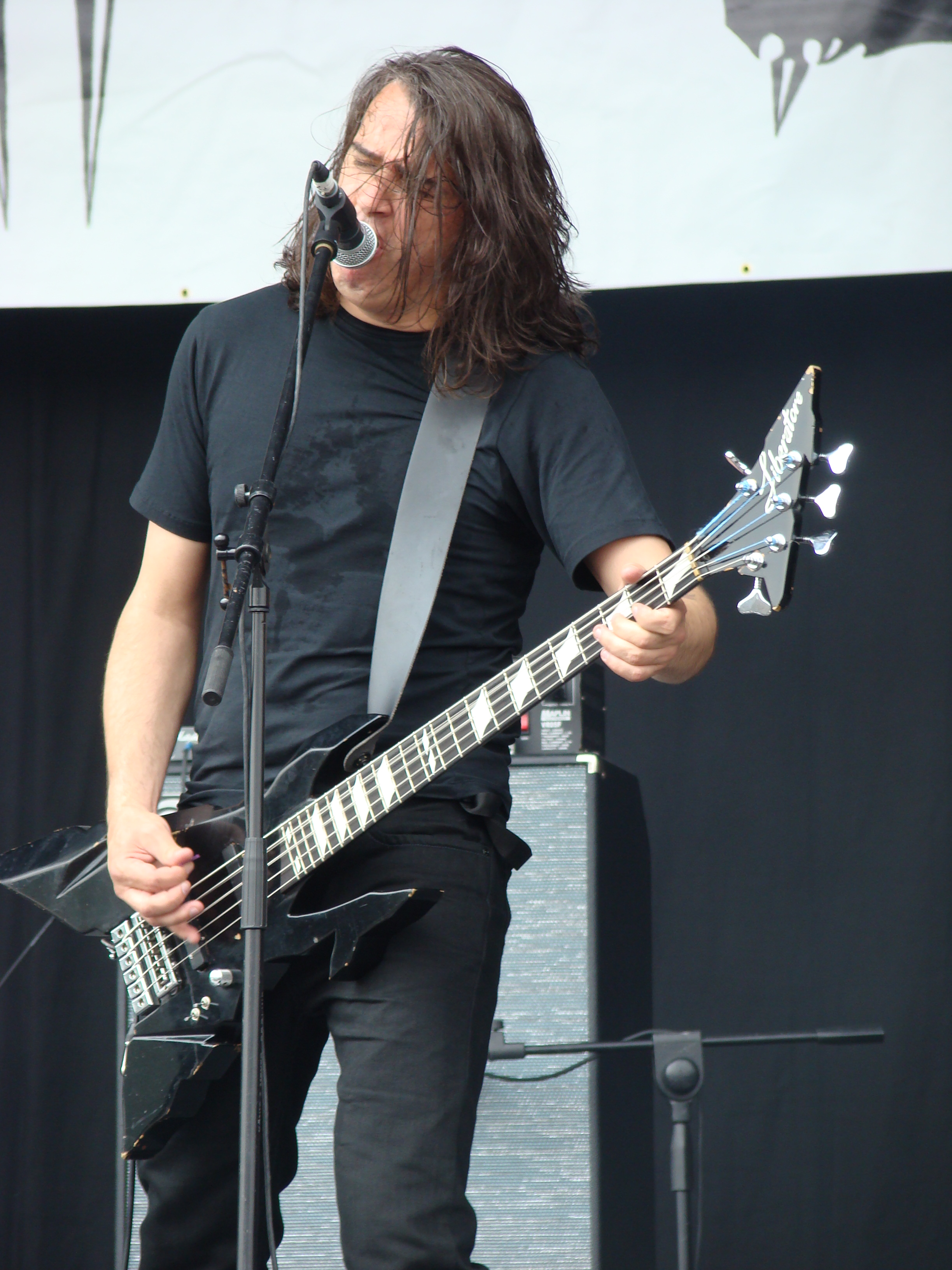
Jean-Yves Theriault al Gods of Metal del 2009.

Nei primi anni novanta il bassista Jean-Yves Thériault lasciò la band.
Questo non fermò i rimanenti tre membri, che pubblicheranno altri due album (Angel Rat nel 1991 e The Outer Limits nel 1993) dove vengono esaltate le componenti melodiche.
Le canzoni hanno anche delle strutture molto più lineari e semplici.
Nel 1995, dopo il tour di supporto a The Outer Limits, a causa di una forte depressione, il cantante Denis Belanger lasciò la band ed il contratto discografico con la MCA Records non fu rinnovato.
Anche il batterista Michel Langevin per un brevissimo periodo lasciò la band per proseguire il suo lavoro come artista di computer grafica.
La band decise quindi di firmare un nuovo contratto con la Hypnotic Records. Bélanger verrà rimpiazzato dal bassista e cantante Eric Forrest, che condurrà i Voivod verso sonorità molto più dure di quelle dei precedenti lavori: nel 1995 e nel 1997 uscirono Negatron, che ebbe circa 75 000 copie vendute, e Phobos, caratterizzato da suoni tipici dell'Avantgarde metal. Di notevole importanza è l'album Phobos dove si ritrova una enorme voglia di creare musica psichedelica e tale lavoro si presenta anche come un grandissimo riscatto dopo Negatron.
Nel disco collaborò anche Jason Newsted, ancora nei Metallica, per la canzone M-Body.
Nel 1998 venne pubblicato l'album Kronik, che conteneva sia registrazioni dal vivo che in studio oltre ad alcuni pezzi inediti.
Dopo i due album i Voivod pubblicheranno un EP chiamato Live @ Musiqueplus e nel 2001 pubblicano un live che si era svolto nel 1996 che si tramuta in Voivod Lives. Sempre nel 2001 Forrest ebbe un incidente con la moto e fu costretto al ricovero finendo addirittura in coma per nove mesi.
Una volta stabilito che il suo cervello non aveva avuto conseguenze, ha iniziato un lungo processo di recupero.
Durante la sua convalescenza Forrest fu sostituito dall'ex-Metallica Jason Newsted.

### L'arrivo di Jason Newsted ed il ritorno al thrash metal (2002-2004)
Forrest decise comunque di non ritornare nella band. A quel punto nel 2002 Bélanger ritornò nel gruppo accompagnato dall'ex bassista dei Metallica Jason Newsted. La band così formata pubblicherà l'album omonimo nel 2003 dove ritrova il sound ed il feeling dei tempi d'oro. Lo stesso Newsted, soprannominato Jasonic, ha dichiarato in un'intervista le motivazioni del suo arrivo nella band canadese: 
(Jason Newsted)

### La morte di D'Amour e gli ultimi anni (2005-oggi)

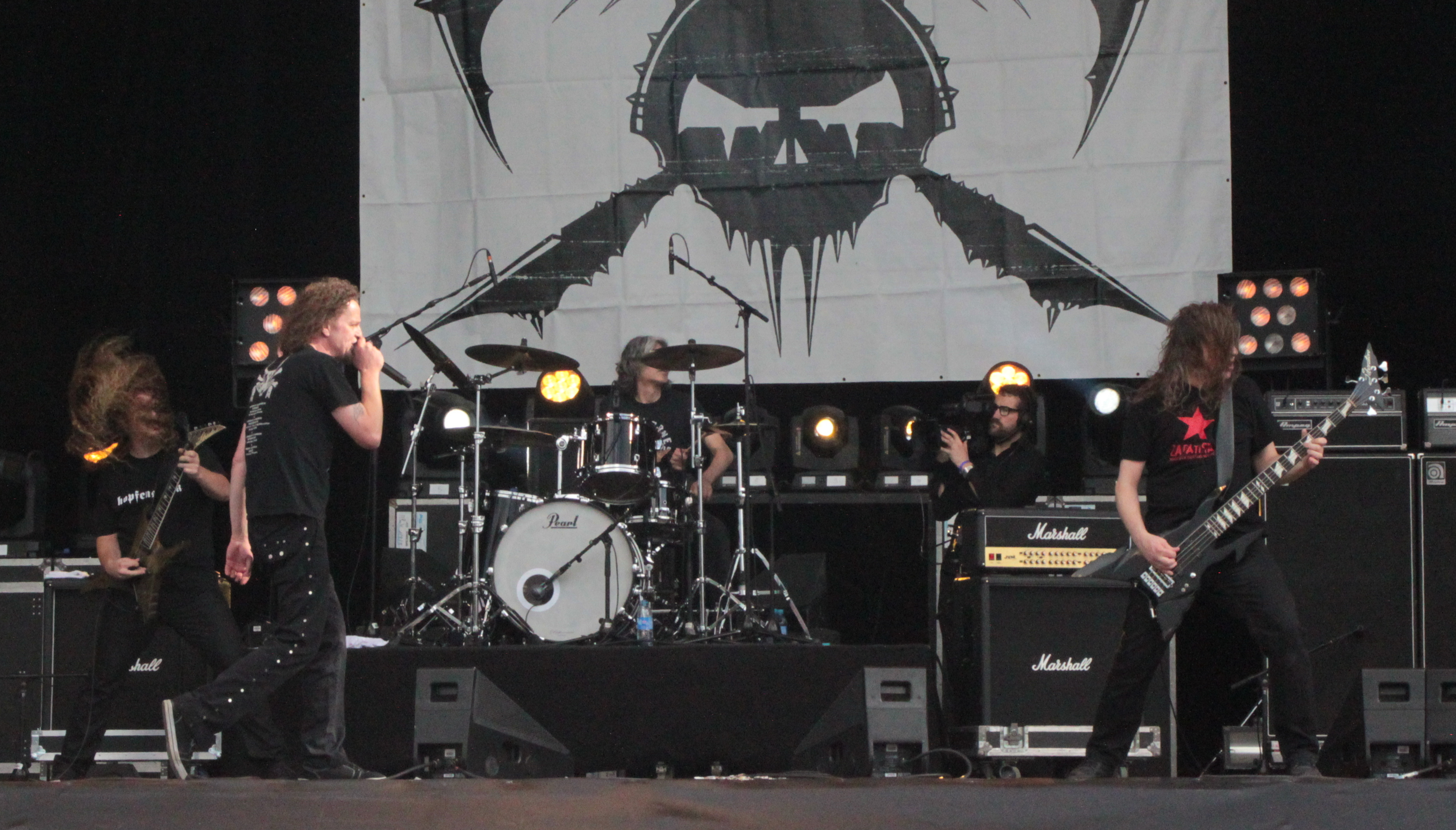
I Voivod al Hellfest del 2013.

Nella notte del 26 agosto 2005 il chitarrista Denis D'Amour muore in ospedale a causa di un cancro al colon; nonostante lo shock per la tragedia, la band trova la forza di andare avanti grazie alla quantità di materiale che D'Amour, nonostante il male che lo perseguitava, aveva continuato a comporre e registrare sul suo computer.
Con le canzoni trovate sul computer di D'Amour i Voivod pubblicano nell'estate 2006 Katorz, in cui si ritrovano le sonorità thrash e progressive dei primi lavori.
Ancora prima del disco (a fine 2005) venne pubblicato il loro primo D.V.O.D 1, raccolta di video e inediti studio recordings del periodo d'oro della band (1981 - 1991).
Nel 2008, Langevin ha ricevuto richieste di vari concerti: con Ozzy Osbourne al CalgaryCon, con i Judas Priest a Montréal ed anche due spettacoli con i Testament a Tokyo.
La band non ha suonato dal vivo dal 2003, e Jason Newsted non si interessa più dei concerti a causa dei suoi problemi al collo.
Langevin ha così chiesto al bassista Jean-Yves Theriault di suonare in questi concerti il basso.
La formazione completata poi dal chitarrista Dan Mongrain, ha eseguito vari tour come quelli in Russia e Sudamerica.
Gli ultimi pezzi scritti da Denis D'Amour sono stati poi usati per la formazione dell'album Infini, pubblicato il 12 giugno 2009. Nell'estate del 2009 la band ha suonato anche al Masters of Rock, al Gods of Metal ed al Jalometalli a Oulu. Con questa formazione, la band è rientrata in studio nel 2012; il nuovo disco, intitolato Target Earth, è stato pubblicato il 22 gennaio 2013. Jean-Yves Theriault è poi uscito nuovamente dal gruppo nel 2014, sostituito da Dominique Laroche.
Consolidatasi la formazione, la band riprende a suonare in tour con regolarità. Nel 2016 pubblica Post Society un EP di 6 pezzi sempre sulla scia stilistica di Target Earth, primo lavoro in studio con Dominique Laroche al basso. Tra i pezzi contenuti, la cover di Silver Machine degli Hawkwind che nei concerti prenderà il posto dopo decenni di Astronomy Domine dei Pink Floyd.
A settembre del 2018 esce The Wake, successore full-length di Target Earth. Per la band il tour a supporto è anche l'occasione per celebrare i 35 anni di attività.
Nel febbraio del 2022 esce Synchro Anarchy, quindicesimo album in studio della band.

## Stili e influenze
Riguardo al loro genere i Voivod sono sempre stati considerati una Thrash e Progressive Metal band futuristica (cioè in grado di creare suoni che rievocano atmosfere spaziali e claustrofobiche, riflesse nei testi e nelle sonorità) ma ancora oggi è un po' difficile attribuirgli un unico genere perché i Voivod hanno cambiato quasi in ogni album il loro stile, in seguito alla loro continua sperimentazione.
Hanno debuttato con un album Thrash metal a tinte Black (quello della prima ondata di Venom, Bathory ed Hellhammer/Celtic Frost), War and Pain, poi hanno pubblicato Rrröööaaarrr con uno stile fra Thrash e hardcore alla Discharge; nel 1987 è la volta di Killing Technology che comincia a spostarsi verso il Cyber-Thrash che maturerà completamente con Dimension Hatröss, album d'avanguardia nel quale fanno capolino anche esperimenti sonori alla Einstürzende Neubauten, poi Nothingface continua il discorso intrapreso nel disco precedente con un occhio di riguardo al progressive ed Angel Rat contiene accenni alla New/Darkwave. The Outer Limits è un album prevalentemente Progressive Rock con la ripresa di alcune sonorità Cyber-Thrash, Negatron e Phobos sono album prevalentemente Industrial/Avant-Garde.
Dall'album omonimo del 2003 ad Infini sia voce che strumenti si avvicinano allo Stoner Rock, riprendendo tuttavia la base Speed di matrice Motörhead già percepibile nei primi lavori, mettendo in secondo piano le influenze Progressive, riprese però dal successivo Target Earth ed espanse poi in The Wake che pone l'enfasi sul lato sperimentale del gruppo, mantenendo però anche elementi Thrash Metal ed incorporando elementi a tratti Fusion, soprattutto nei soli. Synchro Anarchy continua ulteriormente questa fase dei Voivod, pur decidendo di porre l'enfasi sul lato Thrash e su brani più diretti, che comunque non dimenticano la complessità tipica del gruppo.
Ascoltando ogni canzone dei Voivod si può notare che si ispira in egual misura a Motörhead, Slayer, Venom per quanto riguarda i primi lavori, poi ai Rush, ai King Crimson, ai Pink Floyd, al dark-punk, alla musica industriale, agli Yes, ai Deep Purple di Ritchie Blackmore, ai tardi Led Zeppelin e in maniera massiccia ai Van Der Graaf Generator per quanto riguarda i lavori che partono da Killing Technology.
Il lato estetico del gruppo, curato interamente dal batterista Michel Langevin, è invece stato ispirato da Eddie the Head, mascotte del gruppo Heavy Metal britannico Iron Maiden.
I testi, invece, trattano storie sci-fi ambientate nel regno di Morgoth, in cui guerre atomiche ed una tecnologia usata in modi impropri ha sconvolto la terra ed i suoi abitanti e spesso risultano allegorici od ispirati da eventi e preoccupazioni reali circa la progressione tecnologica.

## Formazione
Tra parentesi vicino ai nomi sono riportati i soprannomi con i quali i membri della band si definiscono.
Attuale
- Denis Bélanger (Snake) - voce (1983 - 1994; 2002 - oggi)
- Dominique Laroche (Rocky) - basso (2014-oggi)
- Michel Langevin (Away) - batteria (1981 - oggi)
- Daniel Mongrain (Chewy) - chitarra (2008-oggi)

Ex componenti
- Eric Forrest (E-Force) - voce, basso (1994-2001)
- Denis D'Amour (Piggy) - chitarra (1981-2005)
- Jim Thirwell - chitarra (1995)
- Jason Newsted (Jasonic) - basso (2002-2009)
- Jean Fortin - basso (1981)
- Pierre St. Jean - basso (1992-1993)
- Vincent Peake - basso (2002-2003)
- Jean-Yves Thériault (Blacky) - basso (1981-1992; 2009-2014)

Timeline della formazione

## Discografia

### Album in studio
- 1984 - War and Pain
- 1986 - Rrröööaaarrr
- 1987 - Killing Technology
- 1988 - Dimension Hatröss
- 1989 - Nothingface
- 1991 - Angel Rat
- 1993 - The Outer Limits
- 1995 - Negatron
- 1997 - Phobos
- 2003 - Voivod
- 2006 - Katorz
- 2009 - Infini
- 2013 - Target Earth
- 2018 - The Wake
- 2022 - Synchro Anarchy
- 2023 - Morgöth Tales

### Album dal vivo
- 2000 - Voivod Lives
- 2011 - Warriors of Ice
- 2013 - Live at Roadburn 2011
- 2020 - Lost Machine - Live

### Compilation
- 1992 - The Best of Voivod
- 1998 - Kronik
- 2017 - Build Your Weapons: The Very Best of Noise Years 1986-1988

### EP
- 1986 - Thrashing Rage
- 1987 - Cockroaches
- 1991 - Angel Rat Sampler
- 2000 - Live @ Musiqueplus
- 2016 - Post Society

### Singoli
- 1989 - Astronomy Domine
- 1989 - From the Forthcoming Album Nothingface
- 1989 - Into My Hypercube
- 1993 - Fix My Heart
- 1993 - The Lost Machine/Jack Luminous
- 1994 - The Nile Song/Tribal Convictions
- 1996 - Nanoman
- 2002 - Gasmask Revival
- 2003 - We Carry On
- 2012 - Mechanical Mind
- 2013 - Kluskap O'Kom

### Split
- 1988 - The Sounds Machine EP 2
- 2015 - We Are Connected/Language of the Dead
- 2015 - Forever Mountain/Phonetics for the Stupefied
- 2016 - Fall/Gospel of the Horns

### Demo
- 1983 - Anachronism
- 1984 - To the Death (ristampato come To the Death 84 nel 2011)
- 1984 - Morgoth Invasion
- 1984 - No Speed Limit Weekend
- 1986 - Live à Bruxelles
- 1987 - Spectrum
- 1988 - Nothingface Demos
- 1988 - A Flawless Structure?
- 1994 - Negatron Demos
- 2001 - 2001 Album Demo
- 2004 - Katorz Demos

## Videografia

### DVD
- 2005 - D-V-O-D-1
- 2009 - Tatsumaki: Voivod in Japan